# Патросиниу, Андре
Андре Луис Патросиниу Коуту (порт. André Luiz Patrocínio Couto, род. 20 февраля 1990, Рио-де-Жанейро) — бразильский хоккеист (хоккей на траве), полевой игрок. Участник летних Олимпийских игр 2016 года, бронзовый призёр чемпионата Южной Америки 2013 года.

## Биография
Андре Патросиниу родился 20 февраля 1990 года в бразильском городе Рио-де-Жанейро.
Играл в хоккей на траве за «Кариоку» из Рио-де-Жанейро.
В 2013 году в составе сборной Бразилии завоевал бронзовую медаль чемпионата Южной Америки в Сантьяго, забил 2 мяча.
В 2014 году в составе сборной Бразилии занял 4-е место в хоккейном турнире Южноамериканских игр в Сантьяго, забил 1 мяч.
В 2015 году в составе сборной Бразилии занял 4-е место в хоккейном турнире Панамериканских игр в Торонто, мячей не забивал.
В 2016 году вошёл в состав сборной Бразилии по хоккею на траве на летних Олимпийских играх в Рио-де-Жанейро, занявшей 12-е место. Играл в поле, провёл 5 матчей, мячей не забивал. Был капитаном команды.